# Le Tech

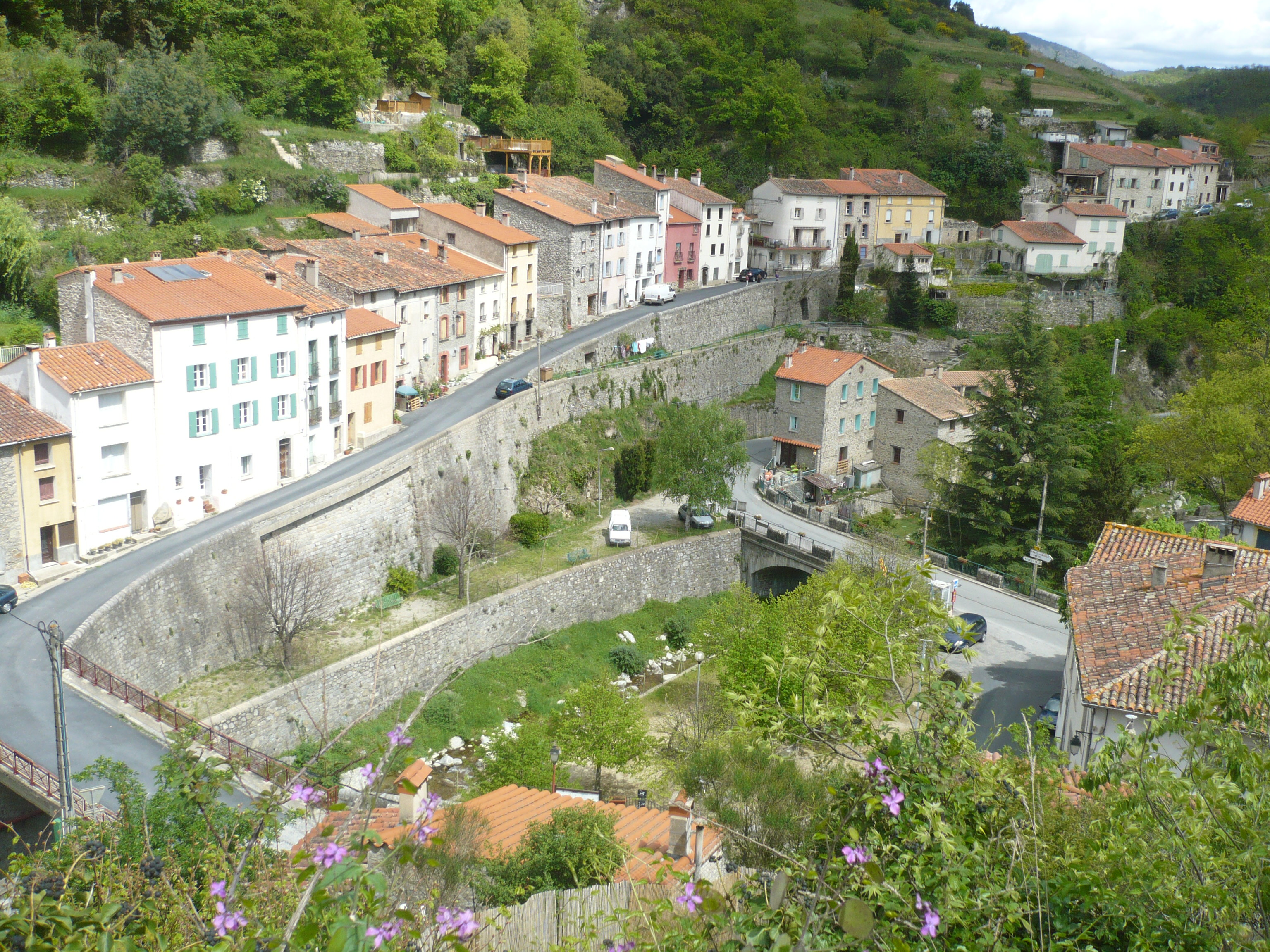
Le Tech (2014)

Le Tech (katalanisch el Tec) ist eine französische Gemeinde mit 97 Einwohnern (Stand 1. Januar 2022) im Département Pyrénées-Orientales in der Region Okzitanien. Sie gehört zum Arrondissement Céret und zum Kanton Le Canigou.

## Geographie
Le Tech liegt am gleichnamigen Fluss Tech sowie seinem Zufluss Coumelade.
Nachbargemeinden von Le Tech sind Corsavy im Norden, Montferrer im Osten, Saint-Laurent-de-Cerdans im Südosten, Serralongue im Süden, Prats-de-Mollo-la-Preste Westen und Casteil im Nordwesten.

## Bevölkerungsentwicklung
| Jahr      | 1962 | 1968 | 1975 | 1982 | 1990 | 1999 | 2013 |
| Einwohner | 218  | 152  | 126  | 124  | 124  | 84   | 111  |

## Sehenswürdigkeiten
- Alte Kirche Sainte-Marie (17. Jahrhundert), 1940 durch ein Hochwasser zerstört
- romanische Kirche Saint-Guillem in Combret
- Präromanische Kirche Saint-Cécile in Cos
- Tour de Cos (13. Jahrhundert)
- Kirche Sainte-Côme-et-Saint-Damien in La Llau